# Arachniodes simplicior
Arachniodes simplicior är en träjonväxtart som först beskrevs av Tomitarō Makino och som fick sitt nu gällande namn av Jisaburo Ohwi.
Arachniodes simplicior ingår i släktet Arachniodes och familjen Dryopteridaceae. Inga underarter finns listade i Catalogue of Life.

## Bildgalleri

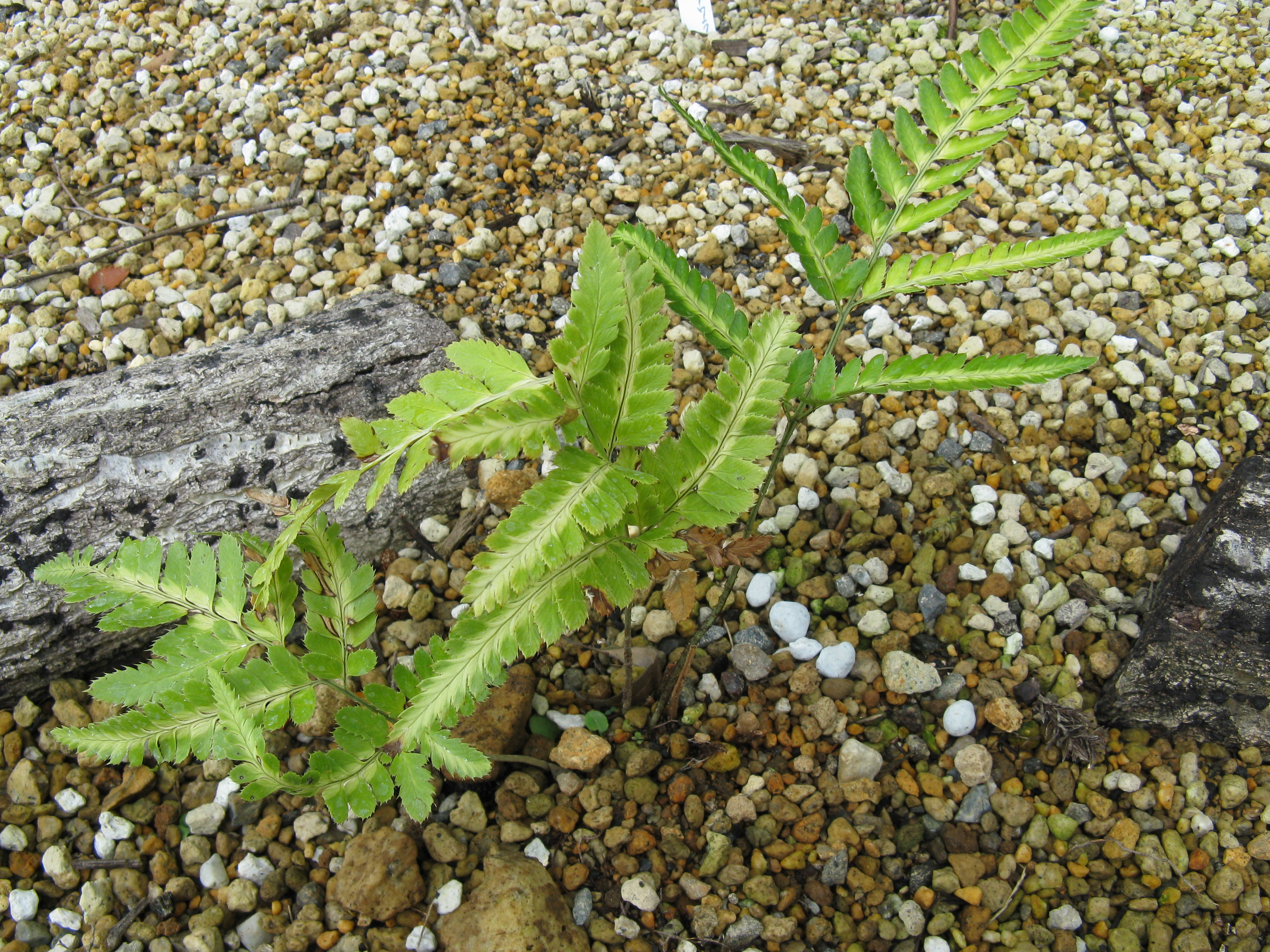
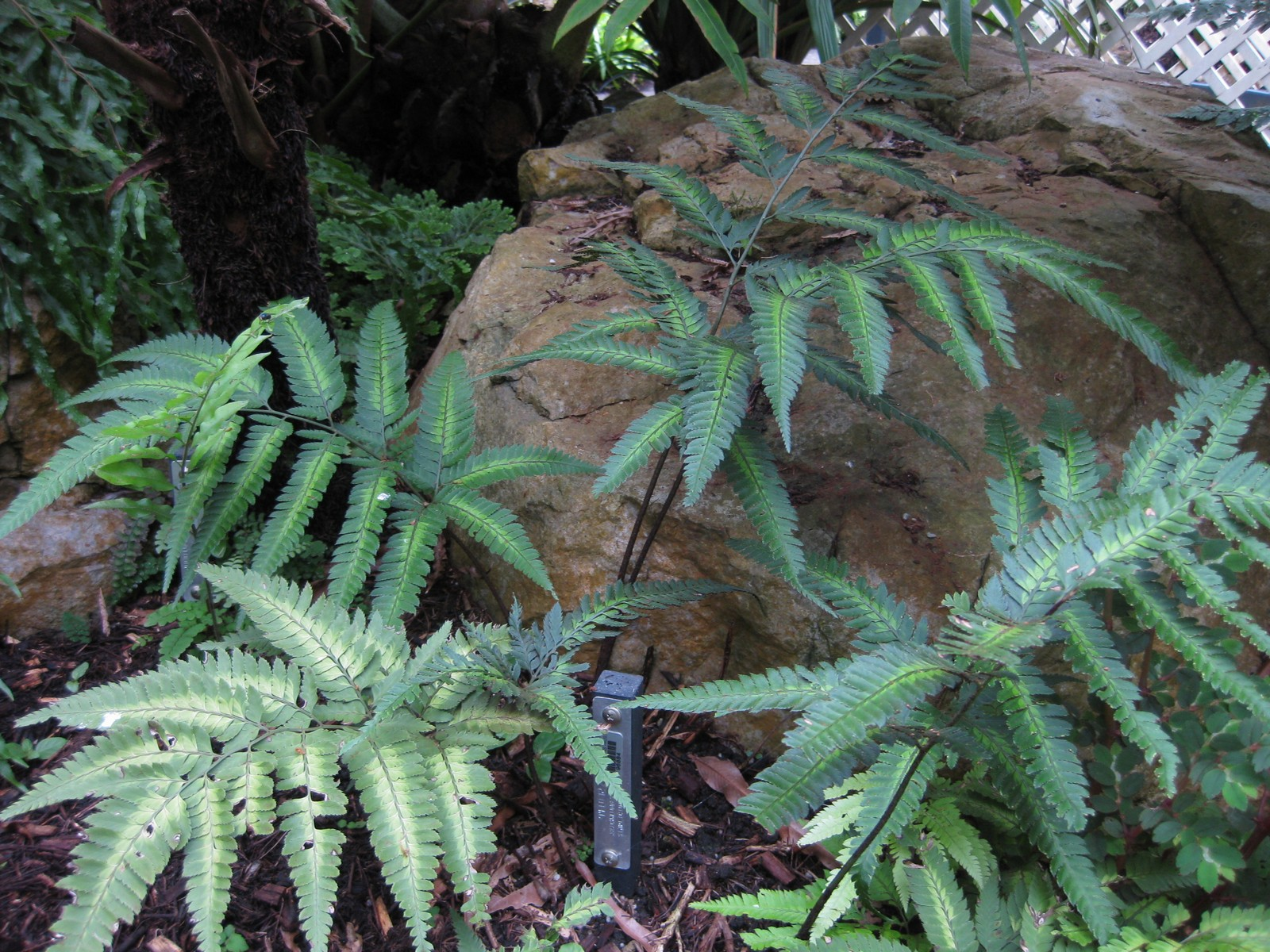
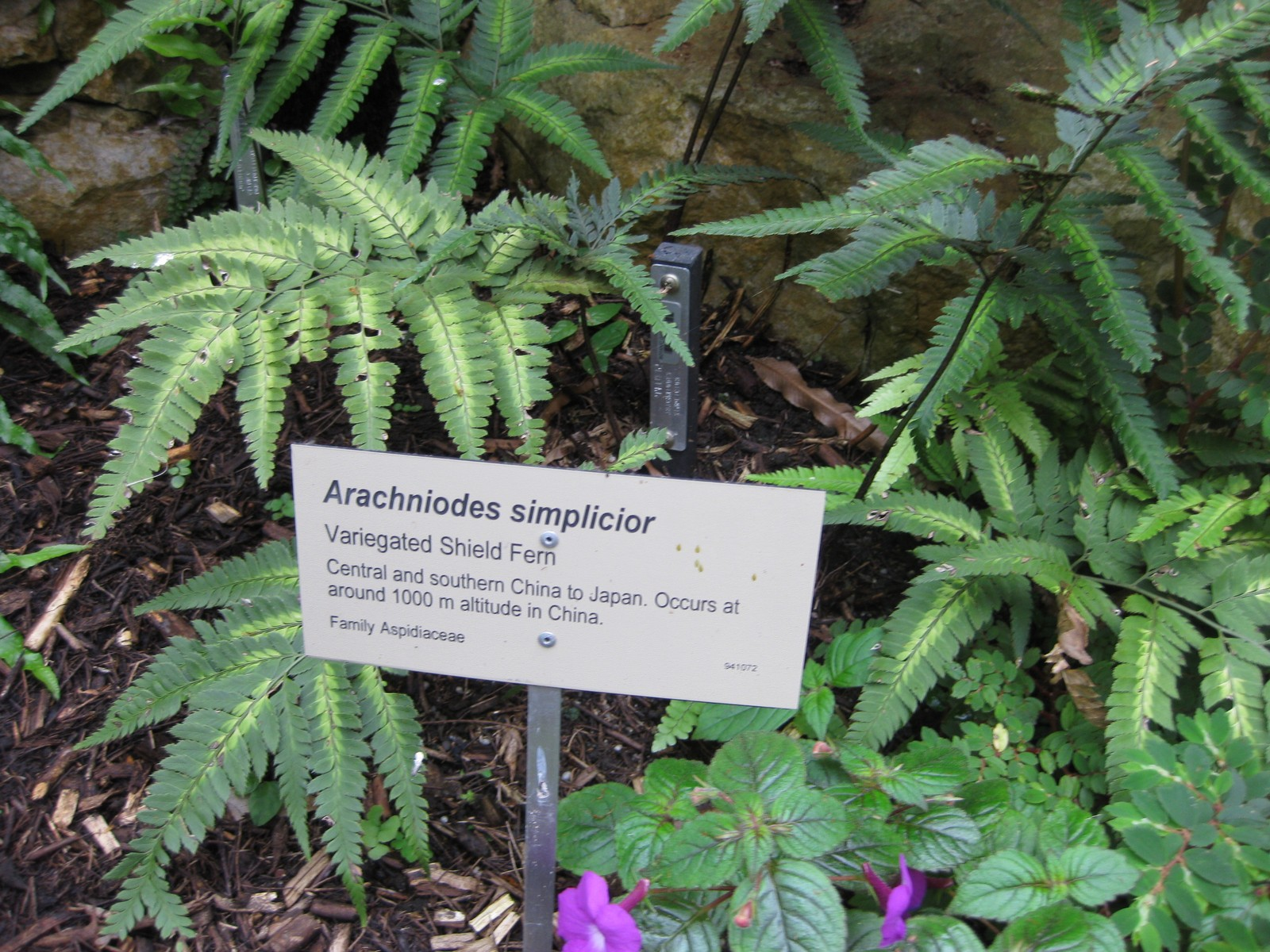
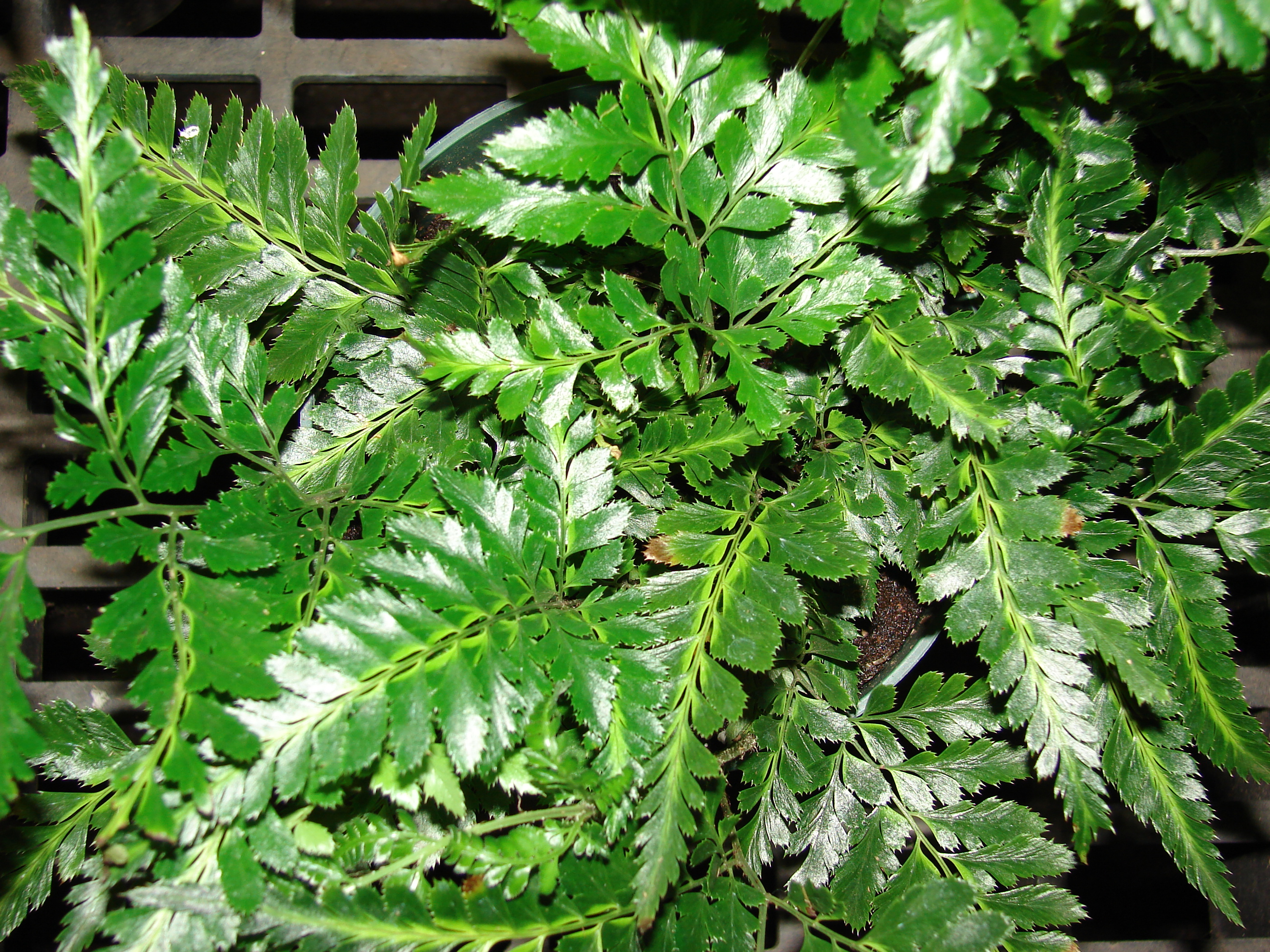
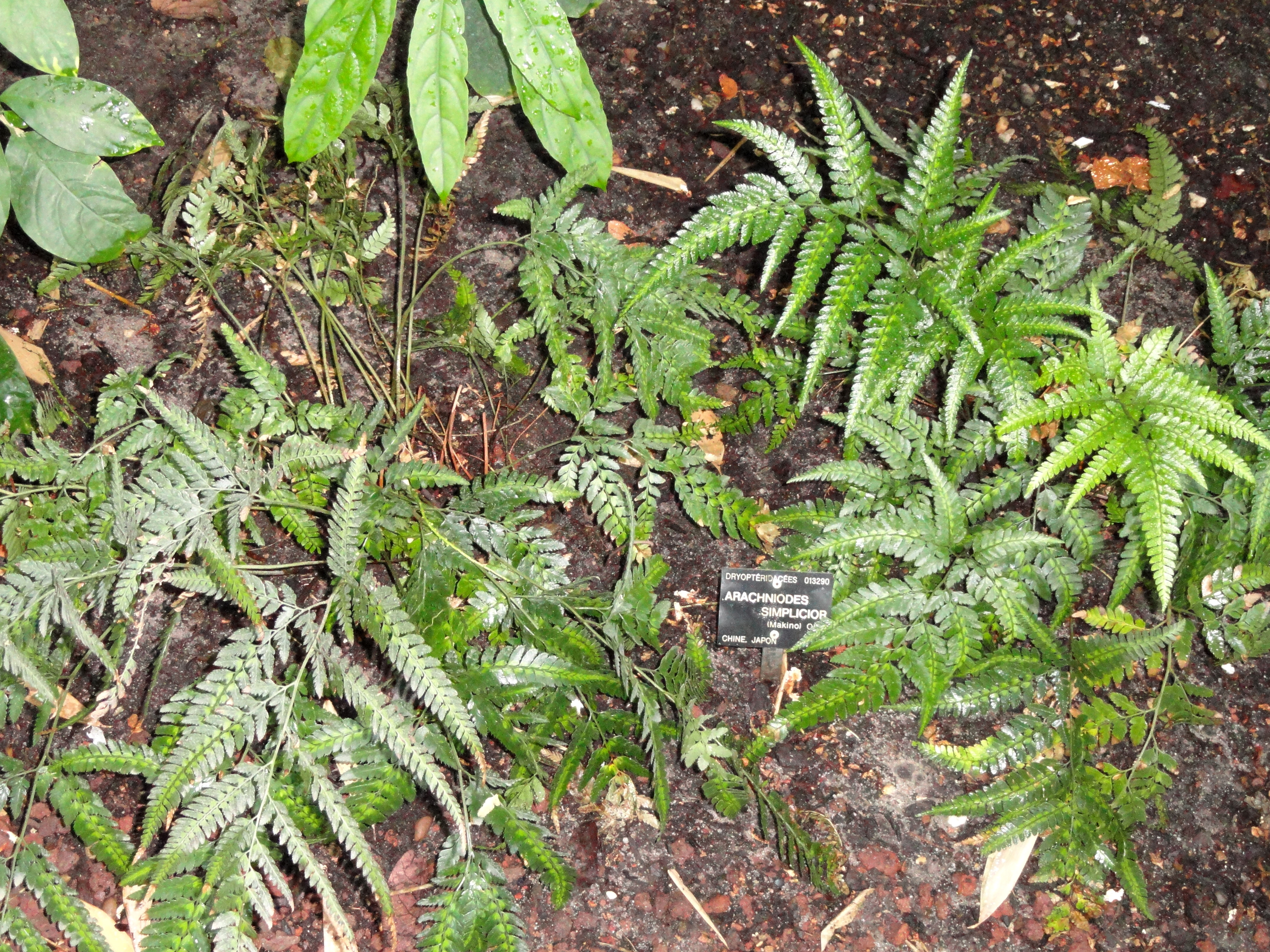
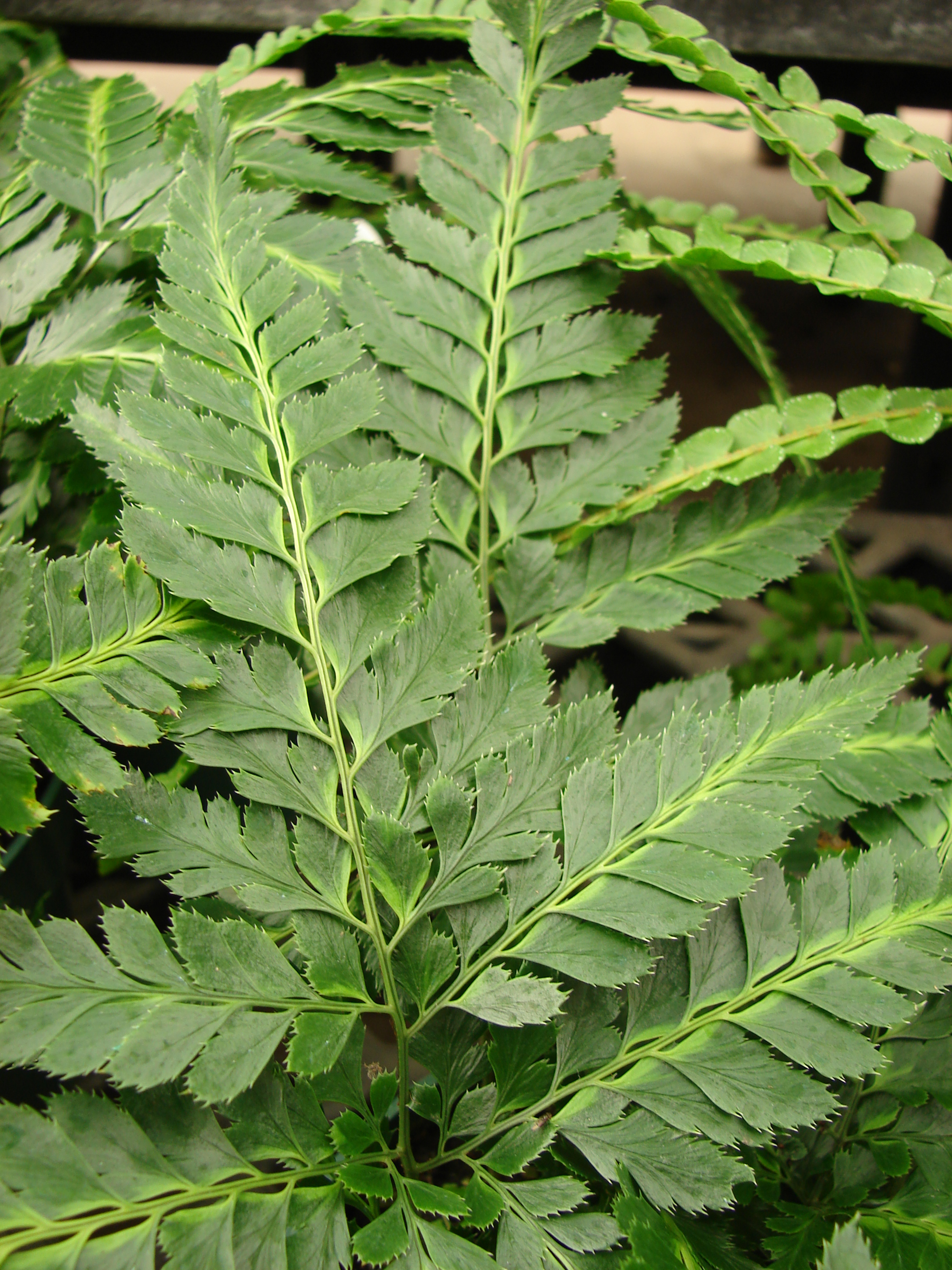